# Liên minh Schmalkaldic

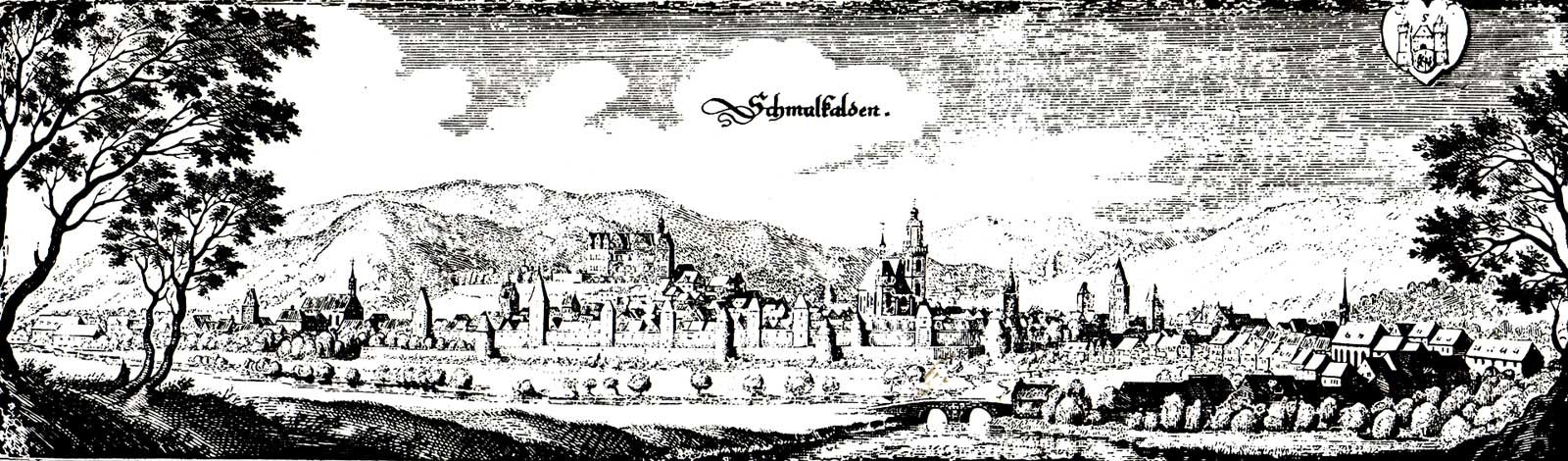
Bản khắc bằng đồng Schmalkalden, nơi thành lập Liênminh Schmalkaldic (1645)

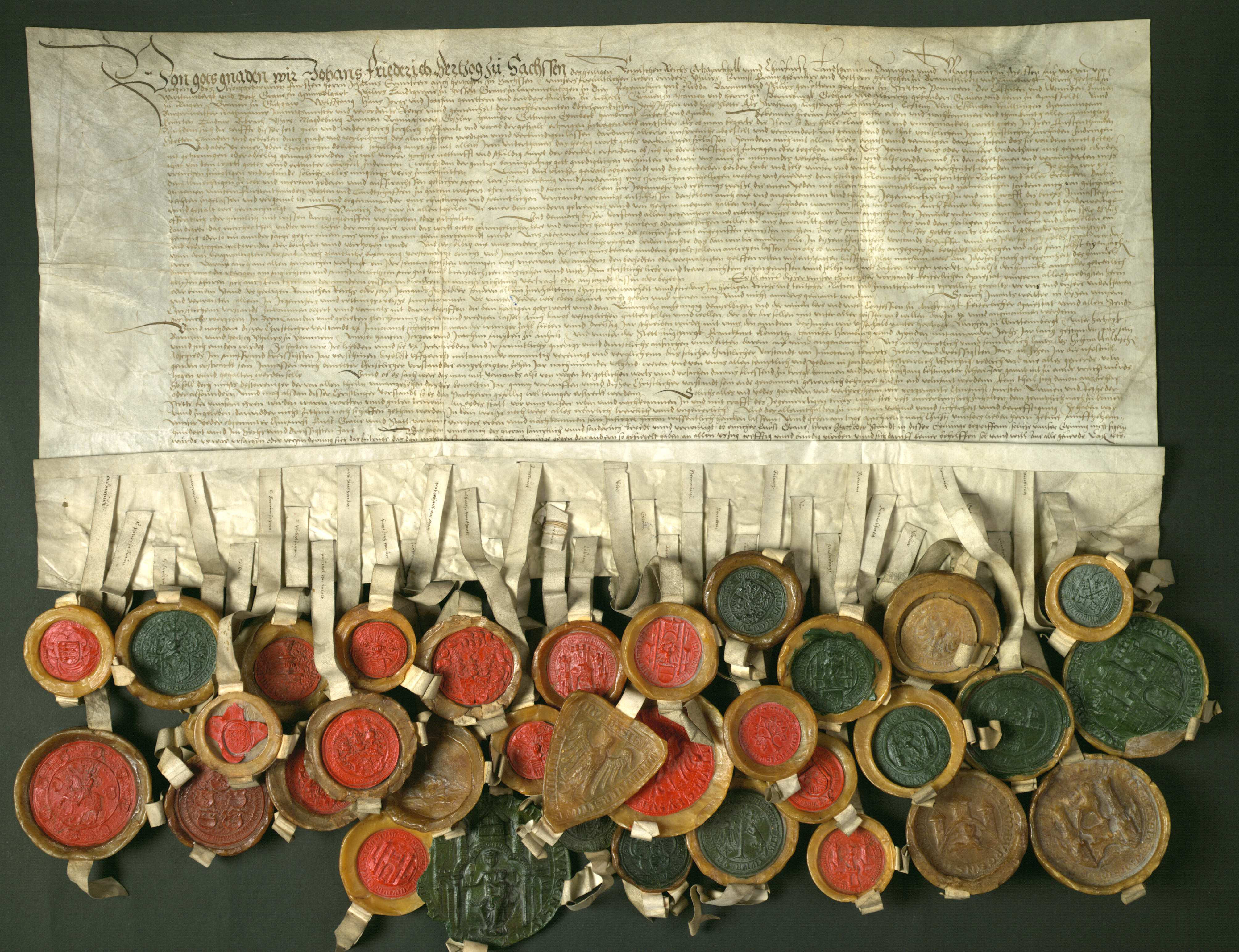
Hợp đồng quân sự của Liên minh Schmalkaldic, gia hạn năm 1536 (Cơ quan lưu trữ Weimar)

Liên minh Schmalkaldic là một liên minh phòng thủ của các công tước và thành phố theo đạo Tin lành được thành lập vào ngày 27 tháng Hai 1531 dưới sự lãnh đạo của tuyển hầu tước Sachsen và Hessen chống lại chính sách tôn giáo của Hoàng đế Công giáo Karl V.
Trong những năm sau khi thành lập, liên minh đã có thể liên tục mở rộng quyền lực và thu hút thành công thêm thành viên. Tuy nhiên, từ năm 1542, ngày càng có nhiều bất đồng nội bộ giữa các thành viên, khiến Liên minh Schmalkaldic ngày càng tê liệt. Trong Chiến tranh Schmalkaldic 1546-47, Karl V đã có thể phát động một cuộc phản công quân sự quyết định và đập tan Liên minh.
Đối đầu Liên minh Schmalkaldic, Liên minh Công giáo Nürnberg được thành lập 1538, để cùng với hoàng đế chống lại sự lan rộng ngày càng tăng của đạo Tin lành trong đế chế. Tuy nhiên, Liên đoàn Công giáo chưa bao giờ hoạt động quân sự và chỉ tồn tại từ năm 1538 đến năm 1539.

## Lịch sử

### Bối cảnh

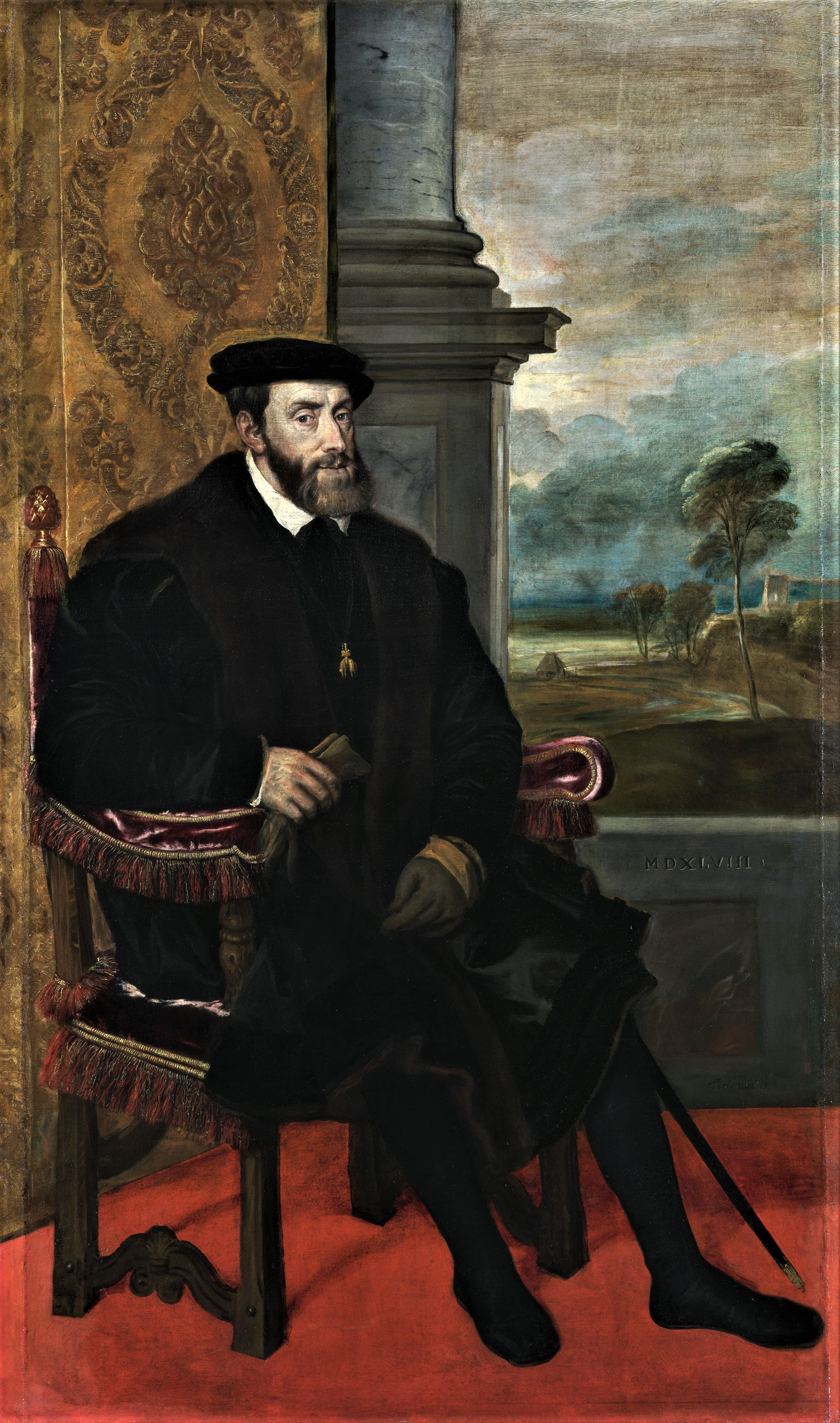
Hoàng đế Karl V. (Bức tranh của Tizian)

Sau khi từ chối Confessio Augustana của Hoàng đế Karl V tại Đại hội Đế quốc ở Augsburg năm 1530, các điền trang Tin lành không phục tùng Hoàng đế có nguy cơ bị Đế chế hành quyết với cáo buộc vi phạm sự an bình của công chúng. Ngay từ tháng 9 năm 1530, đã có nhiều tiếng nói bày tỏ mong muốn có một liên minh của tất cả các công tước Tin lành và các thành phố đế quốc tự do.
Vì một liên minh như vậy luôn nhằm chống lại hoàng đế La Mã Thần thánh hợp pháp, nên cuộc thảo luận về quyền chủ động chống lại người đứng đầu đế chế đã được hồi sinh. Mối quan tâm của các nhà thần học và luật gia xuất phát từ quan điểm rằng hoàng đế là người đứng đầu mọi quyền lực trên thế gian và do đó họ phải nhất quyết tuân theo ông ta; vì bất cứ ai chống lại ông ta cũng là chống lại trật tự Thiên Chúa.
Nhưng tình hình chính trị nảy sinh tại Reichstag đòi hỏi một quyết định nhanh chóng, để Luther và những người hoài nghi khác chấp nhận lập luận của các luật gia (chủ yếu là người Sachsen) trong các cuộc đàm phán ở Torgau vào cuối tháng 10 năm 1530. Theo đó, người dân có quyền kháng chiến vũ trang nếu hoàng đế vi phạm hiến pháp.

### Thành lập Liên minh

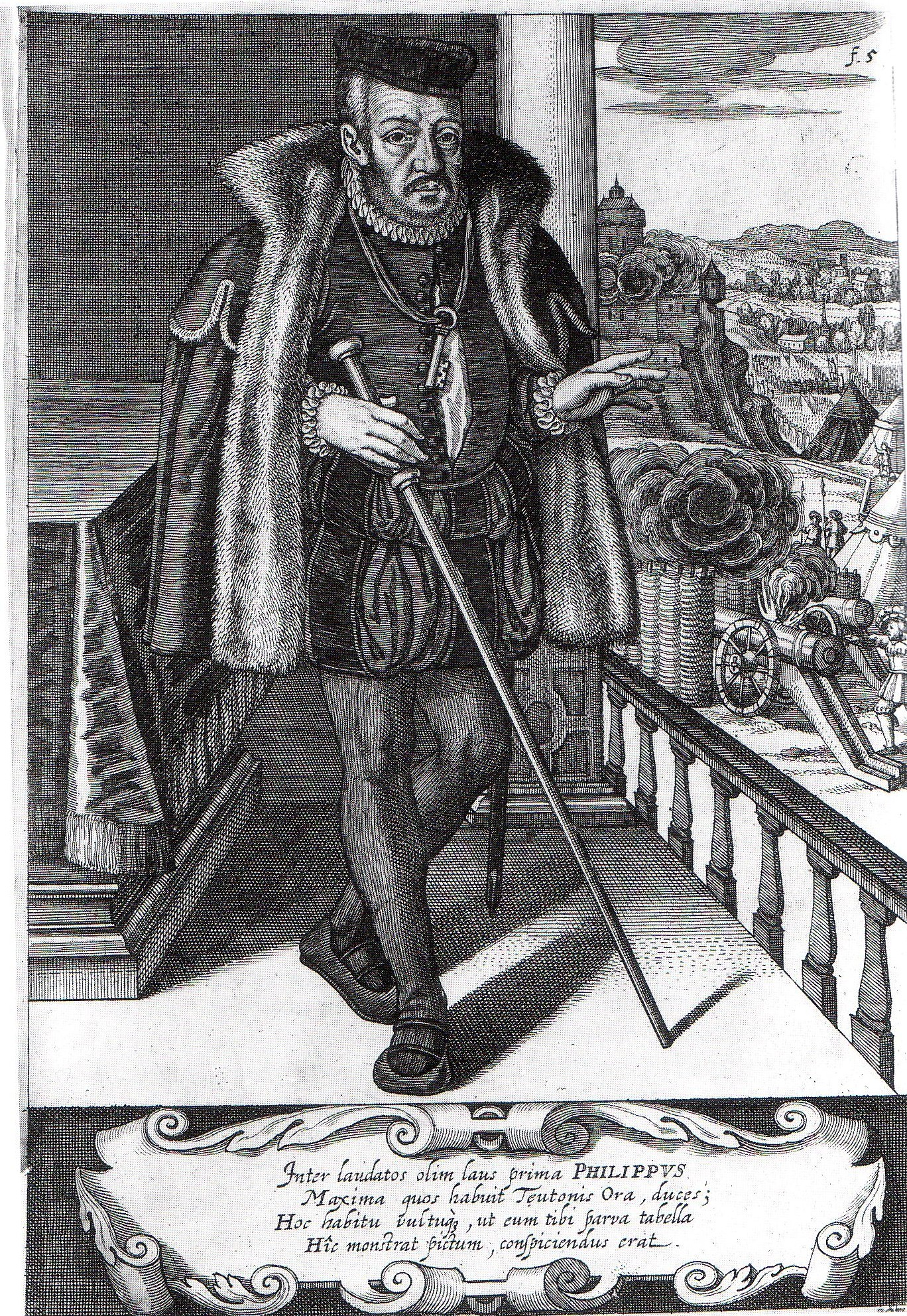
Một trong hai người chính của Liên minh: Công tước Philipp I của Hessen

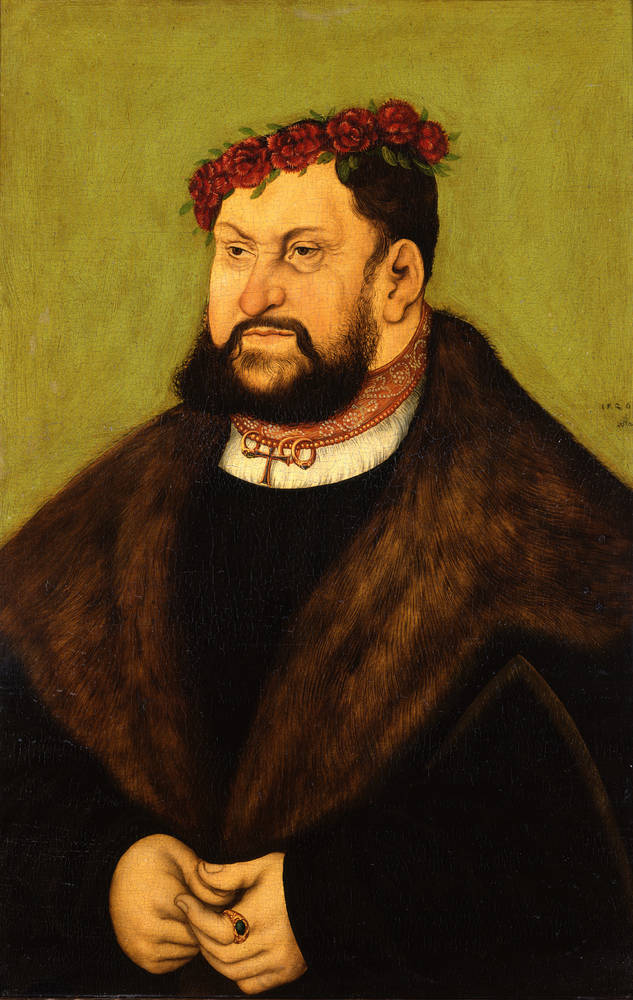
Một trong hai người chính của Liên minh: Tuyển hầu tước Johann của Sachsen

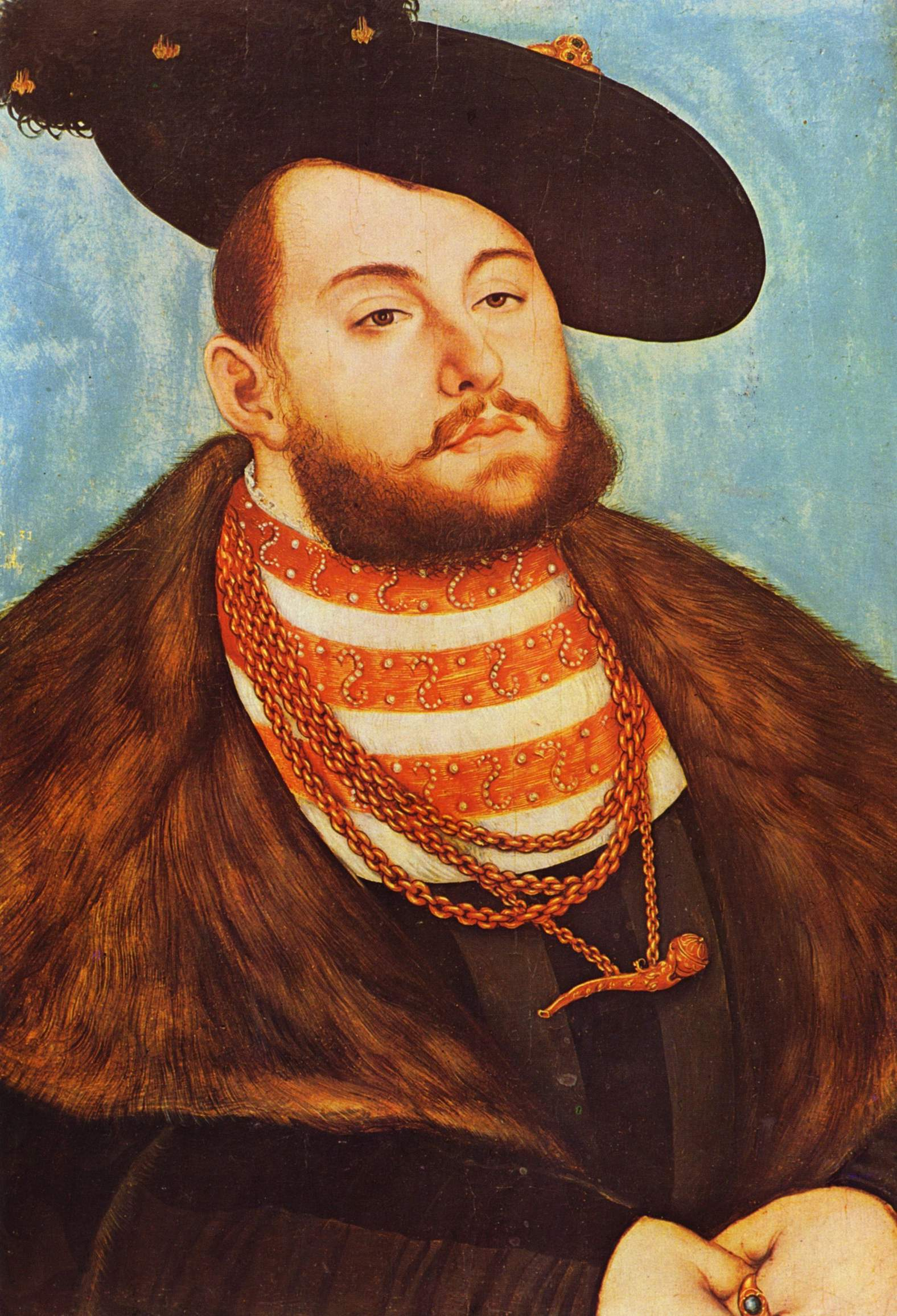
Tuyển hầu tước Johann Friedrich von Sachsen, người đã tiếp nối chức vụ của cha mình sau cái chết của ông vào năm 1532

Tuyển hầu tước Sachsen Johann đã mời đại diện của các thành phố và vùng lãnh thổ theo đạo Tin lành đến Schmalkalden vào ngày 22 tháng 12 năm 1530 để thảo luận về ý định của Karl V trong việc bầu anh trai mình là Ferdinand làm vua La Mã và Tòa án Tối cao sắp tiến hành các thủ tục chống lại các công tước và thành phố đang thế tục hóa. Những cuộc tham vấn Schmalkalden này nhanh chóng biến thành các cuộc đàm phán liên minh. Vào ngày 31 tháng 12, những người tham gia đã cam kết hỗ trợ lẫn nhau nếu Tòa án Tối cao đưa ra một vụ kiện chống lại bất kỳ ai trong số họ.
Hợp đồng được Công tước Philip I của Hessen, Tuyển hầu tước Johann của Sachsen, Công tước Philipp của Brunswick-Grubenhagen, Công tước Ernst của Brunswick-Lüneburg, Công tước Wolfgang của Anhalt-Köthen, Bá tước Erbach và ba và tám thành phố đế quốc Hạ Đức và Thượng Đức ký chính thức vào ngày 27 tháng 2 năm 1531.
Liên minh Schmalkaldic hình thành là một liên minh quân sự phòng thủ với nghĩa vụ hỗ trợ lẫn nhau trong trường hợp phe Công giáo tấn công. Tuy nhiên, trường hợp này được định nghĩa rất thiếu chính xác trong hiệp ước liên minh (các cuộc tấn công trong “các vấn đề tôn giáo”). Các nghĩa vụ liên minh ban đầu được dự định kéo dài trong sáu năm, nhưng đã được gia hạn thêm mười hai năm nữa vào đầu năm 1535. Trên thực tế, quyền lãnh đạo của Liên minh nằm ở Hessen và tuyển hầu quốc Sachsen, hai công quốc Tin lành quan trọng nhất vào thời điểm đó.

### Trở thành một quyền lực quan trọng
Sự mở rộng nhanh chóng của Liên minh Schmalkaldic trong giai đoạn tiếp theo chủ yếu nhờ chính sách đối ngoại. Vào ngày 11 tháng 10 năm 1531, nhà cải cách Thụy Sĩ Ulrich Zwingli chết trong cuộc chiến Kappel thứ hai. Các thành phố đế quốc Thượng Đức, trước đây dựa vào phong trào của ông, do đó mất đi điểm tựa tôn giáo và chính trị của họ. Nếu họ muốn tiếp tục khẳng định mình chống lại Hoàng đế, thì sớm muộn gì họ phải tìm kiếm một kết nối với Liên minh.
Hơn nữa, Hoàng đế và Thống đốc Hoàng gia Ferdinand cũng không chống lại Liên minh về mặt chính trị lẫn quân sự, vì họ cần sự hỗ trợ của tất cả các khu vực đế quốc trong cuộc chiến chống lại người Thổ Nhĩ Kỳ. Sự giúp đỡ về tài chính và quân sự này đã được thỏa hiệp bởi hiệp định hòa bình Nürnberg vào ngày 23 tháng 7 năm 1532. một hiệp định đầu tiên đã cung cấp các giáo phái khác nhau (mặc dù chỉ trong một thời gian có hạn định) một bảo đảm hòa bình và pháp lý để không bị áp bức và được tự do truyền bá đạo giáo.
Năm 1533, Liên minh ban hành "Hiến pháp viện trợ và kháng chiến nhanh chóng" và xác định Tuyển hầu tước Sachsen, Johann Friedrich von Sachsen, và Công tước Philipp von Hessen quyền lãnh đạo và chỉ huy Quân đội Liên minh.
Việc phục hồi quyền cai trị của Công tước Ulrich von Württemberg bằng bạo lực trong năm sau đó làm gia tăng đặc biệt quyền lực của Liên minh. Năm 1519, ông đã bị trục xuất sau khi tấn công vào thành phố đế chế Reutlingen, và kể từ đó, Công quốc đã được Chính quyền Habsburg cai quản. Sau chiến thắng trong Trận chiến Lauffen với sự giúp đỡ của Hessen và sau khi chiếm lại được Công quốc, Ulrich ngay lập tức theo phe cải cách và gia nhập Liên minh. Việc ông dành lại được quyền lực đã củng cố vị trí Tin lành ở phía tây nam của Đế chế. Đồng thời, việc xích lại gần nhau giữa các vị trí thần học của Lutheran và Zwinglische trong Bí tích Thánh Thể giúp nhiều thành phố đế quốc cải cách gia nhập vào Liên minh.
Với "Hiến pháp để chống cự", được thông qua vào năm 1535, Liên minh đã mở rộng rộng rãi tiềm năng quân sự của mình. "Từ liên minh các lời nói, bây giờ sẽ trở thành một liên minh của các hành động", theo Tuyển hầu tước Sachsen.  Trong những năm 1536 đến 1542, Liên minh Schmalkaldic đã hoạt động rất hiệu quả  và đứng ở đỉnh cao quyền lực của nó. Ngoài phòng thủ quân sự, Liên minh cũng đã đưa ra các đòi hỏi chính trị như sự lựa chọn tự do giáo phái của các công tước hoặc việc thành lập các nhà thờ nhà nước của mình.
Ngoài ra, chính phủ liên bang đã trở thành một đối tác đàm phán quan trọng trong đế chế và cả ở cấp châu Âu. Giáo hoàng và Hoàng đế đã cố gắng loại bỏ sự tương phản thần học giữa người Tin lành và người Công giáo trong các cuộc thảo luận tôn giáo, trong khi các cường quốc châu Âu khác, như Pháp, đã cố gắng hòa nhập Liên minh vào một liên minh chống lại nhà Habsburg.  Hoàng đế Karl V trong những năm này chủ yếu tham gia vào các cuộc chiến tranh ở Ý.

### Khủng hoảng Liên minh
Từ những năm 1540 trở đi, ngày càng khó khăn để vượt qua các khác biệt bên trong Liên minh. Trên tất cả, kế hoạch của Johann Friedrich, Liên minh, mà được thành lập như một liên minh phòng thủ thuần túy, đưa ra một định hướng chủ động chống lại nhà Habsburg, ngày càng gặp phải sự kháng cự. Các thành viên nhỏ hơn sợ rằng đây có thể là khởi đầu của một sự phân chia vĩnh viễn của Đế chế.
Ngoài ra, bất chấp tất cả các nỗ lực xích lại về phương diện thần học, các sự khác biệt giữa Lutheran và các thành viên cải cách khác không thể hoàn toàn vượt qua. Liên minh Schmalkaldic chủ yếu được coi là một liên minh Luther, trong đó các nhóm cải cách khác ít nhiều được dung thứ.
Liên minh cũng bị suy yếu bởi việc một người lãnh đạo Liên minh Philipp von Hessen kết hôn với 2 người. Năm 1541, trong hợp đồng Regensburg, Philipp đã phải hứa với Hoàng đế Karl V để khỏi bị trừng phạt vì tội có 2 vợ, ngăn cản Pháp, Anh và công quốc Kleves gia nhập vào Liên minh Schmalkaldic. Ông cũng làm nhiều đồng minh nghiêm khắc về đạo đức khó chịu với hành vi của mình.

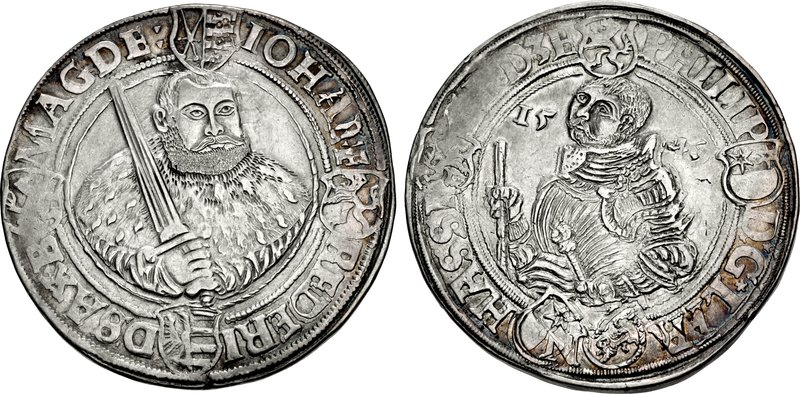
Philipp von Hessen với Johann Friedrich von Sachsen, Schmalkaldischer Bundestaler 1546. Với đồng Taler 2 người lãnh đạo Liên minh ăn mừng chiến thắng chống lại công tước von Braunschweig.

Một bước ngoặt quan trọng xảy ra khi hai người lãnh đạo sử dụng tiềm năng quân sự liên bang vào mùa hè năm 1542 để đuổi Công tước  Heinrich II von Braunschweig-Wolfenbüttel ra khỏi đất nước của mình. Công tước là một người trung thành với Hoàng đế và là đối thủ cương quyết của Cải cách. Ông có một trong số ít các khu vực Công giáo ở miền bắc nước Đức và là thành viên tích cực của Liên minh Công tước Công giáo, được thành lập năm 1538, Liên đoàn công giáo. Công tước Heinrich II từ lâu đã đe dọa sẽ chinh phục hai thành viên Liên minh Goslar và Braunschweig. Cuộc đánh phủ đầu của Liên minh Schmalkaldic, dẫn đến việc trục xuất Công tước khỏi công quốc của mình, không theo điều luật của Liên minh. Do đó, nhiều thành viên cho đó là hành vi vi phạm luật Liên minh, vì sớm hay muộn, hành động này sẽ dẫn đến một phản ứng của Hoàng đế. Bất kể điều này, các nhà lãnh đạo của Liên minh Schmalkaldic, đã tuyên truyền chiến thắng của Liên minh Công tước Braunschweig với các đồng Taler được khắc ở Goslar.
Các quyết định khác cũng gặp phải sự kháng cự trong Liên minh. Ví dụ, Liên minh đã ủng hộ nỗ lực biến Tuyển hầu quốc köln thành một công quốc Tin lành thế tục. Đây là một tuyên bố chiến tranh trực tiếp đối với Hoàng đế và các khu vực Công giáo của đế chế, vì sự chuyển đổi Köln sang đạo Tin lành sẽ làm thay đổi quan hệ đa số trong Hội đồng bầu cử hoàng đế gây bất lợi cho người Công giáo. Đối với nhiều thành viên chính sách đối đầu mở như vậy là quá rủi ro.
Từ năm 1542, Liên minh Schmalkaldic phần lớn bị tê liệt và mặc dù nó vẫn tiếp tục tồn tại, nhưng không còn có một khuôn khổ hoạt động có hiệu lực.

### Liên minh bị đập tan

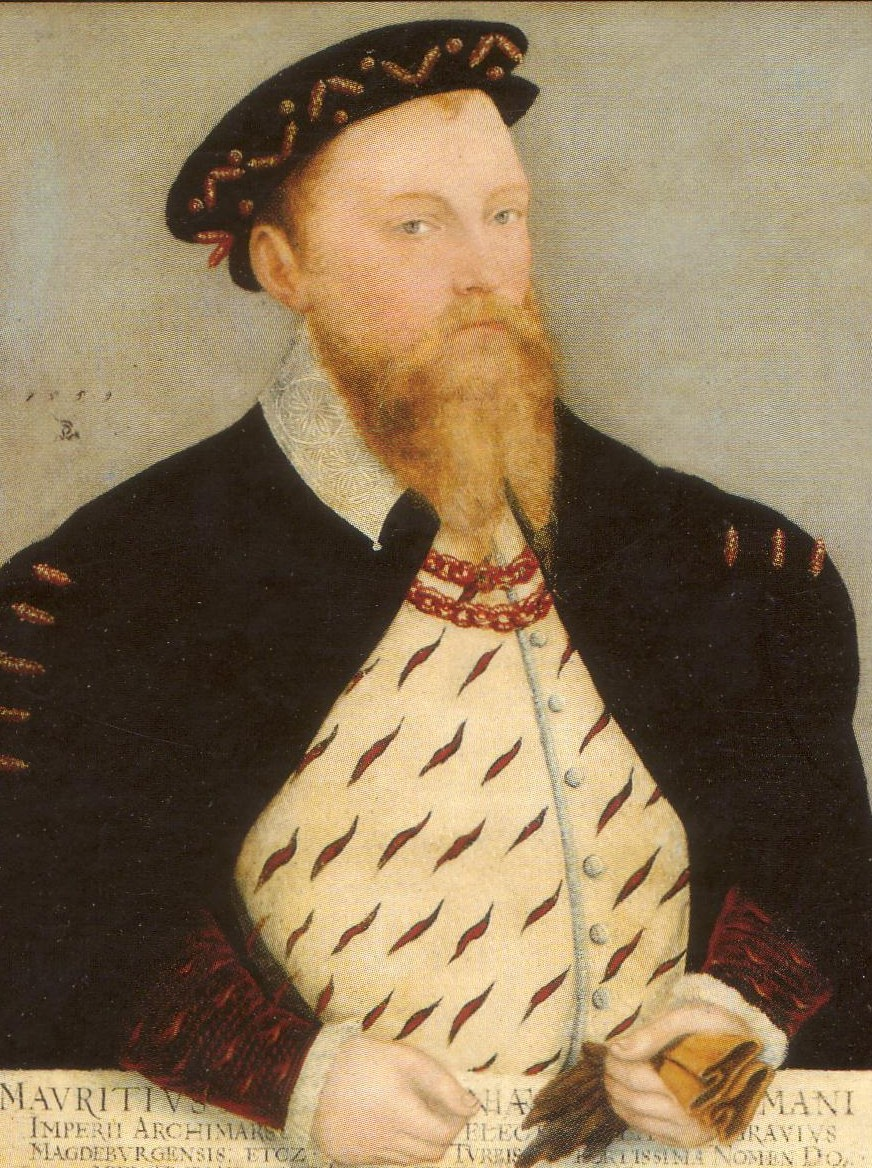
Công tước Moritz von Sachsen

Hoàng đế Karl V. sau Trận đánh gần Mühlberg

Tình hình để đập tan hoàn toàn Liên minh Schmalkaldic thì thuận lợi cho Hoàng đế vào năm 1546: Tính trung lập của các cường quốc nước ngoài dường như được bảo đảm. Pháp, đặc biệt, đã không phải là một mối nguy hiểm kể từ khi ký kết hòa ước Créppy vào năm 1544. Trong các cuộc đàm phán kéo dài, Hoàng đế và Giáo hoàng Paul III sau đó đã đồng ý. Rome đó sẽ tài trợ cho cuộc chiến chống lại Liên minh.
Ngoài ra, hoàng đế đã thành công để cho các nhánh trong hoàng tộc của các công tước Tin lành chống lại nhau. Công tước Moritz của Sachsen, người đứng đầu dòng Albertine của các công tước Sachsen, có mối thù kéo dài nhiều năm với người anh em họ dòng Ernestine của mình - tuyển hầu tước Johann Friedrich của Sachsen. Trong hiệp ước Praha (ký kết vào ngày 14 tháng 10 năm 1546) Karl V thành công lôi kéo Moritz về phía mình với lời hứa sẽ giao chức tuyển hầu tước Sachsen cho ông. Ông cũng lôi kéo được một số quý tộc Bắc Đức khác về phía mình với các hợp đồng sinh lợi.
Lý do chính thức cho việc tuyên bố chiến tranh là việc thực thi Reichsacht chống lại Kursachsen và Hessen. Điều này đã được áp đặt chống lại 2 nhà điều hành Liên minh vì họ đã lãnh đạo xâm chiếm Braunschweig-Wolfenbüttel (cũng gây tranh cãi trong Liên minh). Thông qua cách tiếp cận pháp lý này, Hoàng đế hy vọng có thể thuyết phục thêm các công tước và thành phố Tin lành không tuân thủ các nghĩa vụ liên minh của họ.
Trong năm 1546, quân đội đế quốc kết hợp với Bayern đã chinh phục gần như tất cả các khu vực Tin lành ở miền nam nước Đức tương đối dễ dàng. Công tước Moritz đã tấn công Kursachsen cùng một lúc và do đó đảm bảo rằng quân đội Sachsen phải rút khỏi cuộc chiến ở miền Nam. Một năm sau, quân đội này cuối cùng đã bị đánh bại trong trận chiến gần Mühlberg.
Để ngăn chặn việc hành quyết có thể xảy ra đối với mình và đảm bảo ít nhất có được một vài khu vực ở Thüringen, Johann Friedrich đã ký hiệp ước đầu hàng Wittenberg. Hiệp ước này chuyển giao chức tuyển hầu tước Sachsen cho Moritz, được trao cho ông ta vào ngày 4 tháng 6 năm 1547. Ngoài ra, các phần lớn của vùng đất thừa kế của dòng Ernestine (Wittenberg, Torgau, Eilenburg và Grimma) đã được chuyển giao cho dòng Albertine.
Công tước Philipp von Hessen đã tự nguyện đầu hàng Hoàng đế ở Halle và do đó Kark V đã toàn thắng, Cả 2 cựu lãnh đạo Liên minh đã bị giam nhiều năm ở Hà Lan.
Hiệp ước Liên minh đã hết hạn vào cuối năm 1546. Các cuộc đàm phán về việc gia hạn thất bại vào đầu năm 1546 với đòi hỏi của các thành viên giảm bớt đóng góp về tài chính. Do chiến tranh và việcbắt giữ các người lãnh đạo Liên minh, những cuộc đàm phán không được tiếp tục. Sau chiến thắng của Hoàng đế, các cuộc đàm phán cuối cùng đã ngừng hẳn và Liên minh Schmalkaldic bị giải thể.